# Сікандар-шах II (султан Бенгалії)
Нур ад-дін Сікандар-шах II (перс. نور الدین سکندر شاه, бенг. নূরউদ্দীন সিকান্দর শাহ; д/н —1481) — султан Бенгалії у 1481 році.

## Життєпис
Походив з династії Ільяс-шахів. Син султана Махмуд-шаха I. Раніше на основі праці «Ріяз-ус-Салатін» помилково вважався сином Юсуф-шаха, якому спадкував у 1481 році. Відомостей про нього обмаль. Панував близько 2 місяців, після чого був повалений небожем Фатіх-шахом. У 2011 році було виявлено в Ассамі його монети, що спростовує попередню теорію про панування Сікандар-шаха II протягом декількох діб.